# ميرزا آغا إبراهيم الإستهبناتي الشيرازي
ميرزا سيد آغا إبراهيم الإستهبناتي الشيرازي (توفي سنة 1379 هـ) كان فقيهًا وعالمًا دينيًا شيعيًا في إيران.

## الحياة المٌبكرة
وُلِد في مدينة إستهبنات بمحافظة فارس في إيران سنة 1279 هـ ش. كان متأثرًا بوالده الذي كان رجل دين.
تلقى تعليمه في مدرسة إستهبنات الدينية. ودرس على يد أساتذة مثل الشيخ محمد باقر استهبناتي، والميرزا محمد باقر استهبناتي، والشيخ جعفر محلاتي في علوم الفقه والأصول.
أكمل تعليمه في النجف. تلقّى الفقه عند أعلام أمثال محمد كاظم اليزدي، ومحمد كاظم الخراساني، والميرزا محمد تقي الشيرازي وغيرهم.

## الحياة المهنية
اُختير كمرجع للأقلية الشيعية بعد وفاة ميرزا محمد تقي الشيرازي.[استشهاد منقوص البيانات] عُين في السلطة في إيران والهند وباكستان ودول أخرى بالقرب من الخليج.
شارك في الأنشطة السياسية ودعم فدائيي الإسلام وأفرادًا مثل السيد مجتبى نواب صفوي.
قام بتدريس طلاب مثل بني نصرت أمين، والسيد شهاب الدين مرعشي النجفي، والشيخ إبراهيم كلباسي، والشيخ مسلم ملكوتي التبريزي، والسيد محمد حسن طالقاني.  كتب العديد من الكتب في تخصصات مثل الفقه والأصول:
- تعليقات على "عرفة الفوسقة"
- تعليقات على "ذخيرة العباد"
- كتاب الطهارة
- كتاب الحج
- كتاب الخمس
- بعض المشاكل المتعلقة بالإدانات[7]

## طالع أيضًا
- فدائيو الإسلام
- محمد إبراهيم الكلباسي

## روابط خارجية
- السيد إبراهيم الإستهبناتي